# Ratolí marsupial de franges estretes
El ratolí marsupial de franges estretes (Phascolosorex dorsalis) és una espècie de marsupial de la família dels dasiúrids. Viu a Indonèsia i Papua Nova Guinea i el seu hàbitat natural són els boscos secs tropicals o subtropicals.